# 1906 în științifico-fantastic
- 1905 în științifico-fantastic — 1906 în științifico-fantastic — 1907 în științifico-fantastic

1906 în științifico-fantastic a implicat o serie de evenimente:

## Nașteri și decese

### Nașteri
- Fredric Brown (d. 1972)
- Karl Bruckner (d. 1982)
- Mark Clifton (d. 1963)
- Erroll Collins (d. 1991)
- Wolfram Fragner
- Alexander Kasanzew (d. 2002)
- Anton M. Kolnberger (d. 1976)
- Georgi Martynow (d. 1983)
- C. V. Rock (d. 1985)
- Joseph Samachson (d. 1980)
- Lawrence Schoonover (d. 1980)
- Nick Boddie Williams (d. 1992)

### Decese
- Wolfgang Kirchbach (n. 1857)
- Eugen Richter (n. 1838)
- Heinrich Seidel (n. 1842)

## Cărți

### Romane
- The Story of the Amulet roman de Edith Nesbit
- Le Docteur Oméga roman de Arnould Galopin
- In the Days of the Comet (În zilele cometei) roman de H. G. Wells
- The Story of the Amulet roman de Edith Nesbit

## Filme
| Titlu            | Regizor         | Distribuție    | Țara                                                  | Sub-Gen /Note |
| ---------------- | --------------- | -------------- | ----------------------------------------------------- | ------------- |
| The '?' Motorist | Walter R. Booth | Ramszesz Varga | Regatul Unit al Marii Britanii și al Irlandei de Nord | Film scurt    |
|                  |                 |                |                                                       |               |